# کیرشناومن
کیرشناومن (به فرانسوی: Kirschnaumen) یک کمون در فرانسه است که در Canton of Sierck-les-Bains واقع شده‌است.

## خصوصیات
کیرشناومن ۱۹٫۹۳ کیلومترمربع مساحت و ۴۶۱ نفر جمعیت دارد.